# Melanagromyza damnata
Melanagromyza damnata är en tvåvingeart som beskrevs av Spencer 1961. Melanagromyza damnata ingår i släktet Melanagromyza och familjen minerarflugor.
Artens utbredningsområde är Moçambique. Inga underarter finns listade i Catalogue of Life.